# C. C. Hunter
C. C. Hunter (* in Alabama) ist die US-amerikanische Autorin der Shadow Falls Camp Serie für Jugendliche. „C. C. Hunter“ ist ein Künstlername.
Unter ihrem bürgerlichen Namen „Christie Craig“ schreibt die Autorin auch romantische Thriller. Sie lebt derzeit mit ihrem Mann und ihren Haustieren in Texas. In Deutschland erschien die Shadow-Falls-Camp-Serie im S. Fischer Verlag.

## Werke

### Als C. C. Hunter

#### Shadow Falls Camp Serie
- Geboren um Mitternacht, 2012, ISBN 384142127X

- Im Original: Born at Midnight, 2011

- Erwacht im Morgengrauen, 2012, ISBN 3841421288

- Im Original: Awake at Dawn, 2011

- Entführt in der Dämmerung, 2013, ISBN 3841421296

- Im Original: Taken at Dusk, 2012

- Verfolgt im Mondlicht, 2013, ISBN 3841421563

- Im Original: Whispers at Moonrise, 2012

- Erwählt in tiefster Nacht, 2013, ISBN 3841421636

- Im Original: Chosen at Nightfall, 2013

#### Shadow Falls: After Dark
- Im Sternenlicht, Juli 2015, ISBN 3841422330

- Im Original: Reborn (2014)

- Unter dem Nachthimmel, Oktober 2015, ISBN 3841422349

- Im Original: Eternal (2014)

- Im Dunkel der Nacht, Februar 2016, ISBN 3841422462

- Im Original: Unspoken (2015)

### Als Christie Craig

#### Fiktion
- Divorced, Desperate and Delicious, Love Spell, 2007[3]
- Divorced, Desperate and Dating, Love Spell, 2008
- Weddings Can Be Murder, Love Spell, 2008
- Divorced, Desperate and Deceived, Dorchester, 2009
- Gotcha, Love Spell, 2009
- Shut Up and Kiss Me, Love Spell, 2010
- Don’t Mess with Texas (Only in Texas), Grand Central Publishing, 2011
- Murder, Mayhem and Mama, 2011
- Blame It on Texas, 2012

#### Non-Fiktion
- The Everything Guide to Writing a Romance Novel, Adams Media, 2008
- Wild, Wicked & Wanton: 101 Ways to Love Like You're In a Romance Novel, Adams Media, 2010